# New Order 5 11
New Order 5 11 é um álbum de vídeo da banda britânica de rock New Order, lançado em Dezembro de 2002. Ele contém o registro de um show gravado no Finsbury Park, em Londres, no dia 9 de junho do mesmo ano. Phil Cunningham aparece como substituto de Gillian Gilbert nos teclados.

## Faixas
1. "Crystal"
2. "Transmission"
3. "Regret"
4. "Ceremony"
5. "60 Miles an Hour"
6. "Atmosphere"
7. "Brutal"
8. "Close Range"
9. "She's Lost Control"
10. "Bizarre Love Triangle"
11. "True Faith"
12. "Temptation"
13. "Love Will Tear Us Apart"
14. "Digital" (feat. John Simm)
15. "Blue Monday"
16. "Your Silent Face"